# Vojenský újezd Boletice
Vojenský újezd Boletice je vojenský újezd na západě okresu Český Krumlov. Území újezdu zaujímá 165,59 km², v nadmořské výšce 540 m až 1238 m (Knížecí stolec). Újezd vznikl usnesením vlády ČSR ze dne 6. června 1950 ke dni 1. července 1950 na základě zákona č. 169/1949 Sb., o vojenských újezdech (předtím existoval od 17. 5. 1946 na základě rozhodnutí vlády ČSR jako vojenský tábor Boletice). Újezdní úřad sídlí v části obce Kájov, zvané Boletice a vykonává mimo jiné také funkci stavebního úřadu a matriky. Vojenský újezd Boletice je i po svém zmenšení v roce 2016 třetím největším vojenským újezdem v Česku.

## Katastrální území
Vojenský újezd se po svém zmenšení roku 2016 skládá ze sedmi katastrálních území:
- Arnoštov u Českého Krumlova
- Boletice
- Jablonec u Českého Krumlova
- Ondřejov u Českého Krumlova
- Polná u Českého Krumlova
- Třebovice u Českého Krumlova
- Uhlíkov u Českého Krumlova

## Osídlení do roku 1945

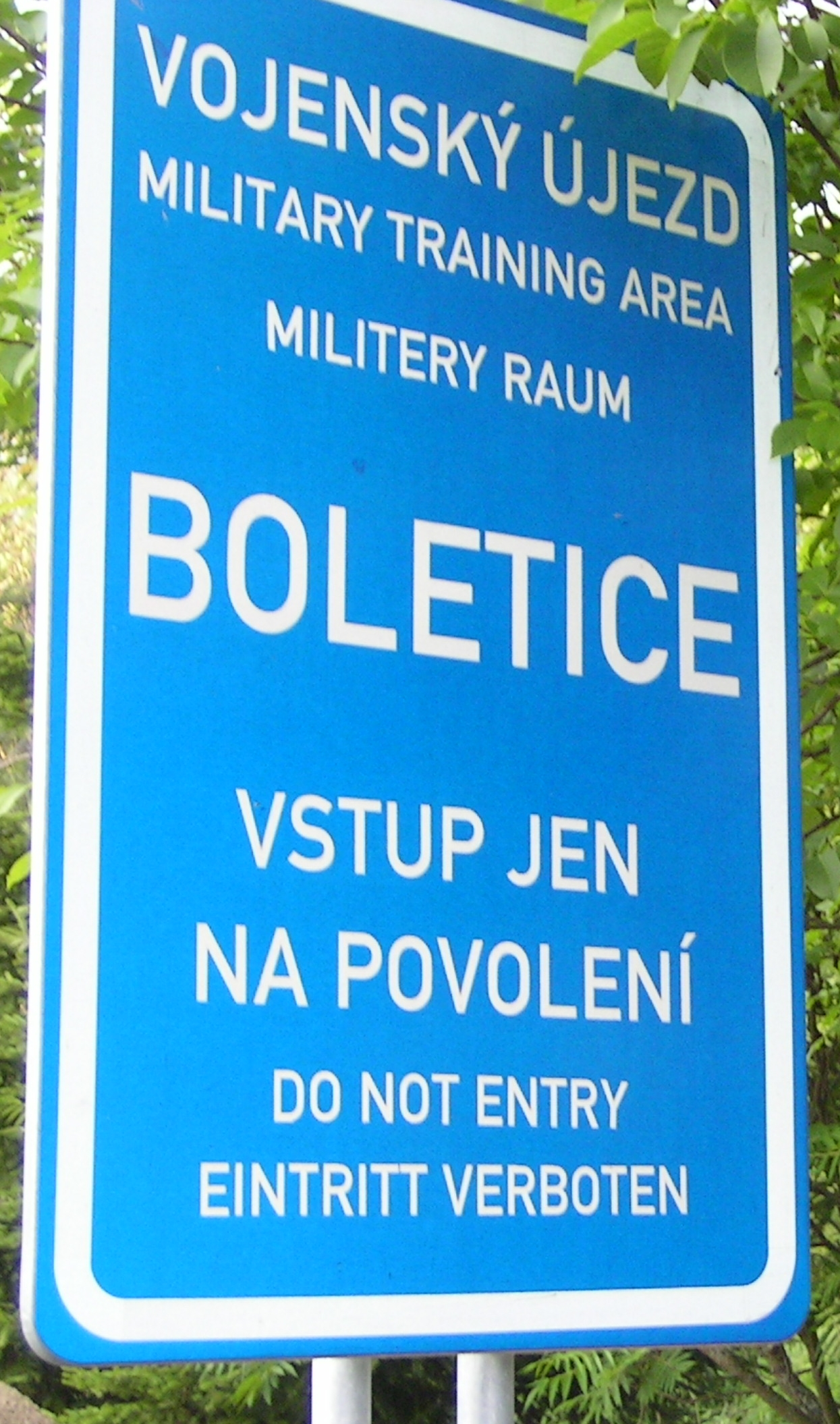
Tabule zákazu vstupu na hranici vojenského újezdu

Na území vojenského újezdu Boletice původně existovaly tyto obce a osady:
Beníkovice (Penketitz), Bezděkov (Pösigl), Bílovice (Pilletitz), Bláto (Benetschlag), Boletice (Poletitz), Břevniště (Tussetschlag), Chlumany (Chumau), Dětochov (Tichtihöfen), Dolany (Dollern), Dolní Brzotice (také České Brzotice, Böhmdorf), Hořičky (Hörwitzl), Horní Brzotice (také Německé Brzotice, Perschetitz), Hostínov (Hossen), Hvozd (Hochwald), Chlumany (Chumau, Kummau), Jablonec, Kovářovice (Schmieding), Květná (Blumenau), Květušín (Quitosching), Lomek (Haidl), Loutka (Reith), Lštín (Irresdorf), Maňávka (Böhmisch Haidl), Míšňany (Meisetschlag), Mladoňov (Plattetschlag), Nová Víska (Neudörfel), Nový Špičák (Neu Spitzenberg), Ondřejov (Andreasberg), Osí (Schönfelden), Otice (Ottetstift), Petrov (Peterbach), Podvoří (Podwurst), Polečnice (Neustift), Polná na Šumavě (Stein im Böhmerwald), Pražačka (Pragerstift), Račín (Ratschin), Sádlno (Zodl), Šavlova Lhota (Schlagl), Skelná Huť (Glashütten), Stará Huť (Althütten), Starý Špičák (Alt Spitzenberg), Střemily (Richterhof), Strouhy (Graben), Svíba (Schwiegrub), Třebovice (Siebitz), Uhlíkov (Uhligsthal), Vitěšovice (Kriebaum), Vítěšovičtí Uhlíři (Kriebaumkollern), Vlčí Jámy (Wolfsgrub), Vražice (Proßnitz), Zadní Bor (Hinterhaid) a Zlatá (Goldberg).

## Turistické zpřístupnění
Od 1. května 2024 je zrušeno poslední turistické zpřístupnění vojenského újezdu, kterým byla pěší turistická trasa na Knížecí stolec.

## Zmenšení újezdu

### Jednání před zmenšením újezdu
V říjnu 2011 ministr obrany Alexandr Vondra oznámil, že do tří let armáda opustí jižní část újezdu a újezd se zmenší o 12 %. Mimo újezd se ocitne zejména pět obydlených osad, například Květušín se 181 obyvateli a Polná s 59 obyvateli, a buď se stanou obcemi, nebo se připojí ke stávajícím obcím. Vesnice na severní straně újezdu mají, kvůli nasměrování střelnic a ochranným zónám, zůstat i nadále jeho součástí. Před otevřením prostoru turistům udělá armáda kompletní průzkum, aby na území nezůstala munice. Vláda o zmenšení újezdu od roku 2015 rozhodla na začátku ledna 2012. V pátek 10. února a v sobotu 11. února 2012 uspořádalo ministerstvo obrany v dotčených osadách anketu o jejich budoucnosti, ve VÚ Boletice v osadách Boletice, Květušín a Polná na Šumavě, v nichž v té době bylo evidováno 307 obyvatel. V okrsku Boletice se vyjádřilo 45 % obyvatel, v Květušíně 63 % a v Polné na Šumavě 67 %. Podle ankety Polná na Šumavě spolu s Květušínem měla utvořit novou obec Polná na Šumavě. Osada Boletice se měla připojit k obci Kájov, pro což se vyslovilo 78 % hlasujících obyvatel.

### Změny vyplývající se zákona č. 15/2015 S.b.
Zákonem č. 15/2015 Sb., o hranicích vojenských újezdů, se od 1. ledna 2016 z vojenského újezdu vyčlenila nově vzniklá obec Polná na Šumavě. Dále se katastrální území Březovík 1 a Březovík 2 připojily k obci Ktiš, Hájenky k obci Křišťanov, Houbový Vrch a Maňávka u Českého Krumlova k obci Horní Planá, Kraví Hora k obci Kájov, Mýtina u Želnavy k obci Želnava a Okrouhlík k obci Chvalšiny. Zbývající území i nadále spravuje újezdní úřad, který ale nově sídlí v části obce Kájov, zvané Boletice.

## Příroda
Na území vojenského újezdu je nejvyšší hora Želnavské hornatiny – Knížecí stolec.

### Evropsky významná lokalita Boletice
Na území vojenského újezdu je Evropsky významná lokalita Boletice.  Kód lokality : CZ0314123. Rozloha lokality je 20348,7 ha.
Je zde výskyt evropsky významných druhů:
- modrásek bahenní (Maculinea nausithous)
- modrásek očkovaný (Maculinea teleius)
- perlorodka říční (Margaritifera margaritifera)
- popelivka sibiřská (Ligularia sibirica)
- rys ostrovid (Lynx lynx)
- střevlík Ménétriésův (Carabus menetriesi pacholei)*
- vranka obecná (Cottus gobio)

#### Poznámka:
* prioritní druh

### Ptačí oblast Boletice
Na území vojenského újezdu je ptačí oblast Boletice, která má rozlohu 23.546 ha. Předmětem ochrany ptačí oblasti jsou populace:
- chřástala polního (Crex crex),
- kulíška nejmenšího (Glaucidium passerinum),
- jeřábka lesního (Bonasa bonasia),
- datlíka tříprstého (Picoides tridactylus),
- skřivana lesního (Lullula arborea)

a jejich biotopy.

### Chráněná krajinná oblast Šumava
Přibližně třetina území vojenského újezdu spadá do CHKO Šumava.